# Circuit Internacional de Sentul
El Circuit Internacional de Sentul és un circuit de curses amb capacitat per a 50.000 espectadors situat a Sentul, a Java Occidental (Indonèsia). Es troba a prop de la sortida de l'autopista de peatge "Jagorawi Toll Road", que va de Jakarta a la ciutat de Bogor i la regió al peu de les muntanyes de Jonggol.

## Història
El circuit va ser dissenyat per a satisfer l'estàndard de la Fórmula 1 i va ser el primer intent seriós fora del Japó de complir amb aquest estàndard a Àsia. La iniciativa va sorgir a Indonèsia al voltant de 1990, quan el fill del president Suharto Hutomo Mandala Putra, entusiasta del motor, va començar a promoure la construcció d'una pista a Sentul. Anteriorment s'havien celebrat curses al circuit curt, estret i relativament perillós de Jaya Ancol, a la costa de la mar de Java, a la Jakarta septentrional.
El circuit de Sentul es va inaugurar oficialment a l'agost de 1993 amb el Gran Premi d'Indonèsia de Fórmula Holden. Tot i que estava pensat per ser l'aparador de la Fórmula 2 d'Indonèsia al món, els seus revolts tancats i la curta longitud de 3,965 km el van fer inadequat per a la Fórmula 1. El 13 d'octubre de 1996, el Gran Premi del Pacífic s'havia de celebrar a Sentul, però finalment es va cancel·lar per aquesta raó. D'altra banda, el circuit es va fer servir per al Campionat del Món de Superbike entre 1994 i 1997 i va ser seu del Gran Premi d'Indonèsia de motociclisme els anys 1996 i 1997.
La crisi financera del sud-est asiàtic de 1997 va empitjorar la situació i va fer que les curses de motor fossin un luxe inassequible per a molts aficionats indonesis que hi havien estat participant fins aleshores. Les instal·lacions també es veieren eclipsades pel Circuit Internacional de Sepang, construït el 1999, que disposava d'un traçat i unes instal·lacions superiors.

### Segle XXI
A mitjan dècada del 2000, el circuit de Sentul va acollir dues rondes de l'A1 Grand Prix de les Nacions durant les temporades 2005–06 i 2006–07 d'aquest campionat. El 2008 s'hi va córrer una cursa de les GP2 Asia Series. Més tard es va planificar una cursa de les Superstars Series per al 2012 i una de les Asian Le Mans Series per al 2013, però finalment es van cancel·lar totes dues.
El mundial de motociclisme havia de tornar a Indonèsia el 2017, sempre que es poguessin trobar els 15.000 milions de rupies (aproximadament, 1,12 milions de dòlars) necessàries per a aconseguir que el circuit obtingués el Grau 1 de la FIM. A causa del ràpid augment de la popularitat de la Fórmula 1 a Indonèsia després del debut de Rio Haryanto el 2016, els directius de la Fórmula 1 van valorar la viabilitat de celebrar una cursa a Sentul si les actualitzacions tenien llum verda, però el pla mai no es va materialitzar i Dorna Sports finalment va atorgar els drets per al retorn del Gran Premi de d'Indonèsia al Circuit de Mandalika de Lombok. La cursa es va celebrar al març del 2022.
El Circuit Internacional de Sentul continua acollint actualment diversos esdeveniments, però sobretot curses de motociclisme i de l'Indonesia Sentul Series of Motorsport (ISSOM). Sentul va acollir també la cursa de ciclisme adaptat dels Para Jocs Asiàtics de 2018.

## Característiques
Situat al Kabupaten de Bogor, Sentul és una zona muntanyosa als peus de les muntanyes Jonggol i una mica més fresca que la ciutat tropical de Jakarta. Malgrat tot, la pista pot escalfar-se molt sota la llum solar directa, a més de ser una zona humida i plujosa. Aquestes característiques causen problemes als preparadors dels vehicles i als pilots europeus, acostumats a climes més freds.
Les instal·lacions de boxs tenen fàcil accés a l'autopista de peatge de Jagorawi. El circuit actual és una versió truncada del disseny original, aproximadament un 40% més curt que l'original. El traçat es recorre en sentit horari i s'empra principalment per a curses de motociclisme i el campionat asiàtic de Fórmula 3.

### Traçat
La pista és relativament senzilla, suau i ampla, amb grans àrees d'escapatòria, de manera que permet una conducció sense accidents i suau a velocitats de cursa. La recta principal fa 900 metres i permet velocitats de fins a 300 km/h. Tot seguit ve el revolt 1 a la dreta. L'únic revolt realment ràpid de Sentul és el segon: els millors pilots d'automobilisme poden fer-lo a 220 km/h i els de motociclisme a 190 km/h. Aquest revolt 2 es pot negociar com un revolt complex en "S" quan se surt del revolt 1, més estret, a uns 140 km/h. Els amples revolts permeten una bona traçada,  amb diverses trajectòries possibles.

### Fitxa tècnica
- Longitud de la pista: 3,965 km
- Amplada: 15 m
- Recta més llarga: 900 m

El circuit principal i els accessoris

- Llicència de pista de Grau 2 de la FIA[9]
- 50 garatges de box
- 2 tribunes cobertes
- Instal·lacions complementàries:
  - Circuits de motocròs, autocròs i kàrting
  - Hotel Internacional de tres estrelles
  - Bungalows i Pensió
  - Camp de golf internacional
  - Restaurant
  - Centre de lleure